# De Zwaarste Lijst
De Zwaarste Lijst is een muzieklijst van de Belgische radiozender Studio Brussel met de 66 beste metalnummers volgens de luisteraars. Sinds 2009 wordt de lijst traditioneel op paasmaandag uitgezonden.

## Geschiedenis
De lijst is elk jaar op Studio Brussel uitgezonden op paasmaandag, behalve in 2011, 2019 en 2020, op paaszondag, in 2013 op 24 maart en in 2018 op de Dag van de Arbeid (1 mei). Vanaf 2017 wordt de lijst in de middag uitgezonden, in de edities ervoor was dat in de avond tot middernacht. Duurde de lijst in 2009 nog 5 uur, vanaf 2010 werd dit 6 uur en sinds 2019 7 uur zodat lange nummers volledige gedraaid kunnen worden.
De eerste vier edities van de lijst bestonden uit 70 nummers. Sinds 2013 is dit 66, een verwijzing naar het Getal van het Beest. In 2021 en 2022 bevatte De Zwaarste Lijst 666 nummers. De eerste 600 platen waren te beluisteren op de digitale muziekstream Bruut vanaf Stille Zaterdag, de zwaarste 66 waren te horen op Studio Brussel op paasmaandag.
Het nummer Master of Puppets van Metallica heeft bijna altijd op één gestaan. In 2014 en 2015 was dat Black Fuel van de Belgische band Channel Zero en in 2022 All Along van Brutus.

## Presentatie
De lijst werd van 2009 tot 2018 gepresenteerd door de Vlaamse komiek en metalhead Alex Agnew. In 2019 en 2020 was de presentatie in handen van Jeroen Camerlynck, bekend van de band Fleddy Melculy. Sinds 2021 presenteert Thomas Michiels van de Belgische band Psychonaut de lijst. Vanaf 2023 doet hij dat samen met An Lemmens.

## Top tien per jaar
| Jaar / positie | 1                             | 2                                     | 3                                     | 4                              | 5                                     | 6                                     | 7                                      | 8                                      | 9                                      | 10                                    |
| -------------- | ----------------------------- | ------------------------------------- | ------------------------------------- | ------------------------------ | ------------------------------------- | ------------------------------------- | -------------------------------------- | -------------------------------------- | -------------------------------------- | ------------------------------------- |
| 2009           | Metallica - Master of Puppets | AC/DC - Thunderstruck                 | Motörhead - Ace of Spades             | Metallica - One                | Slayer - Angel of Death               | AC/DC - Whole Lotta Rosie             | SOAD - Chop Suey!                      | RATM - Killing in the Name             | Iron Maiden - The Number of the Beast  | Sepultura - Roots Bloody Roots        |
| 2010           | Metallica - Master of Puppets | AC/DC - Thunderstruck                 | Metallica - One                       | Motörhead - Ace of Spades      | Iron Maiden - The Number of the Beast | AC/DC - Whole Lotta Rosie             | Channel Zero - Black Fuel              | RATM - Killing in the Name             | Black Sabbath - Paranoid               | Metallica - Enter Sandman             |
| 2011           | Metallica - Master of Puppets | RATM - Killing in the Name            | Metallica - One                       | AC/DC - Thunderstruck          | SOAD - Chop Suey!                     | Iron Maiden - The Number of the Beast | Tool - Schism                          | Motörhead - Ace of Spades              | Metallica - Enter Sandman              | Channel Zero - Black Fuel             |
| 2012           | Metallica - Master of Puppets | Channel Zero - Black Fuel             | Metallica - One                       | RATM - Killing in the Name     | Motörhead - Ace of Spades             | SOAD - Chop Suey!                     | Iron Maiden - The Number of the Beast  | Slayer - Angel of Death                | Tool - Schism                          | Machine Head - Davidian               |
| 2013           | Metallica - Master of Puppets | Iron Maiden - The Number of the Beast | Channel Zero - Black Fuel             | Motörhead - Ace of Spades      | Metallica - One                       | Slayer - Angel of Death               | SOAD - Chop Suey!                      | Channel Zero - Help                    | Iron Maiden - Fear of the Dark         | RATM - Killing in the Name            |
| 2014           | Channel Zero - Black Fuel     | Metallica - Master of Puppets         | Iron Maiden - Fear of the Dark        | SOAD - Chop Suey!              | Motörhead - Ace of Spades             | RATM - Killing in the Name            | AC/DC - Thunderstruck                  | Iron Maiden - The Number of the Beast  | Sabaton - Primo Victoria               | Tool - Schism                         |
| 2015           | Channel Zero - Black Fuel     | Metallica - Master of Puppets         | SOAD - Chop Suey!                     | Iron Maiden - Fear of the Dark | Metallica - One                       | Sabaton - Primo Victoria              | Slayer - Angel of Death                | Tool - Schism                          | Motörhead - Ace of Spades              | Channel Zero - Help                   |
| 2016           | Metallica - Master of Puppets | Iron Maiden - Fear of the Dark        | Motörhead - Ace of Spades             | Channel Zero - Black Fuel      | SOAD - Chop Suey!                     | Metallica - One                       | Slayer - Angel of Death                | Iron Maiden - The Number of the Beast  | Sabaton - Primo Victoria               | Tool - Schism                         |
| 2017           | Metallica - Master of Puppets | SOAD - Chop Suey!                     | Iron Maiden - Fear of the Dark        | Motörhead - Ace of Spades      | Tool - Schism                         | Channel Zero - Black Fuel             | Metallica - One                        | Slayer - Angel of Death                | Iron Maiden - The Number of the Beast  | Rammstein - Sonne                     |
| 2018           | Metallica - Master of Puppets | Iron Maiden - Fear of the Dark        | SOAD - Chop Suey!                     | Tool - Schism                  | Channel Zero - Black Fuel             | Metallica - One                       | RATM - Killing in the Name             | Motörhead - Ace of Spades              | Rammstein - Sonne                      | Metallica - Enter Sandman             |
| 2019           | Metallica - Master of Puppets | Iron Maiden - Fear of the Dark        | Tool - Schism                         | Channel Zero - Black Fuel      | SOAD - Chop Suey!                     | Metallica - One                       | Motörhead - Ace of Spades              | RATM - Killing in the Name             | Slayer - Raining Blood                 | Slayer - Angel of Death               |
| 2020           | Metallica - Master of Puppets | Channel Zero - Black Fuel             | Tool - Schism                         | Iron Maiden - Fear of the Dark | SOAD - Chop Suey!                     | RATM - Killing in the Name            | Amenra - A Solitary Reign              | Brutus - All Along                     | Motörhead - Ace of Spades              | Steak Number Eight - The Sea Is Dying |
| 2021           | Metallica - Master of Puppets | Tool - Schism                         | Brutus - All Along                    | Slayer - Raining Blood         | Amenra - A Solitary Reign             | Iron Maiden - Fear of the Dark        | Rammstein - Deutschland                | Steak Number Eight - The Sea Is Dying  | Channel Zero - Black Fuel              | Slipknot - Duality                    |
| 2022           | Brutus - All Along            | Metallica - Master of Puppets         | Tool - Schism                         | Amenra - A Solitary Reign      | Channel Zero - Black Fuel             | Iron Maiden - Fear of the Dark        | Steak Number Eight - The Sea Is Dying  | SOAD - Chop Suey!                      | Slayer - Raining Blood                 | Rammstein - Deutschland               |
| 2023           | Metallica - Master of Puppets | Brutus - All Along                    | Amenra - A Solitary Reign             | Channel Zero - Black Fuel      | Tool - Schism                         | Iron Maiden - Fear of the Dark        | Steak Number Eight - The Sea Is Dying  | SOAD - Chop Suey!                      | Psychonaut - The Fall of Consciousness | Rammstein - Deutschland               |
| 2024           | Metallica - Master of Puppets | Amenra - A Solitary Reign             | Steak Number Eight - The Sea Is Dying | Brutus - All Along             | Channel Zero - Black Fuel             | Tool - Schism                         | SOAD - Chop Suey!                      | Psychonaut - The Fall of Consciousness | Iron Maiden - Fear of the Dark         | Metallica - One                       |
| 2025           | Amenra - A Solitary Reign     | Metallica - Master of Puppets         | Brutus - All Along                    | Channel Zero - Black Fuel      | Steak Number Eight - The Sea Is Dying | Tool - Schism                         | Psychonaut - The Fall of Consciousness | Brutus - War                           | Iron Maiden - Fear of the Dark         | SOAD - Chop Suey!                     |

## Topklasseringen

### Lijstaanvoerders naar artiest
| Plaats | Artiest      | Lied              | Aantal |
| ------ | ------------ | ----------------- | ------ |
| 1      | Metallica    | Master of Puppets | 13     |
| 2      | Channel Zero | Black Fuel        | 2      |
| 3      | Brutus       | All Along         | 1      |
| 3      | Amenra       | A Solitary Reign  | 1      |

### Lijstaanvoerders naar land
| Plaats | Land             | Aantal |
| ------ | ---------------- | ------ |
| 1      | Verenigde Staten | 13     |
| 2      | België           | 4      |

## Discografie
- De Zwaarste Lijst (2015)[8]
- De Zwaarste CD (2019)[9]